# Michele Santoro
Michele Santoro (ur. 2 lipca 1951 w Salerno) – włoski dziennikarz, prezenter telewizyjny, poseł do Parlamentu Europejskiego VI kadencji.

## Życiorys
Ukończył studia filozoficzne. Karierę dziennikarską rozpoczął jako redaktor w regionalnym piśmie „La Voce della Campania”, powiązanym z Włoską Partią Komunistyczną. Współpracował także z innymi czasopismami, w tym z „L'Unità”, oficjalnym organem prasowym komunistów. Później pracował jako dziennikarz radiowy.
Na początku lat 80. został pracownikiem RAI. Zaczynał jako korespondent zagraniczny w dzienniku TG3 nadawanym w Rai 3, później zajmował się m.in. produkcją magazynów. Popularność przyniosły mu prowadzone od 1987 programy publicystyczno-dziennikarskie (Samarcanda, Il rosso e il nero i Temporeale), częściowo emitowane w okresie afer korupcyjnych (tzw. Tangentopoli). W 1996 przeniósł się do prywatnego koncernu medialnego Mediaset, kontrolowanego przez rodzinę Berlusconich. Prowadził program Moby Dick w Italia 1. W 1999 wrócił do RAI, był gospodarzem kolejnych programów w tym Sciuscià.
Michele Santoro w swoich programach jawił się jako zagorzały oponent Silvia Berlusconiego. Po wygraniu przez centroprawicę wyborów parlamentarnych w 2001, rok później nowe władze RAI nie przedłużyły z nim kontraktu. Uznano to za efekt tzw. edyktu bułgarskiego, wypowiedzi premiera Silvia Berlusconiego, który w trakcie wizyty w Sofii publicznie stwierdził, iż satyryk Daniele Luttazzi, a także dziennikarze Michele Santoro i Enzo Biagi wykorzystali telewizję publiczną dla prywatnych celów, czym powinny się zająć władze RAI.
W wyborach w 2004 uzyskał mandat posła do Parlamentu Europejskiego z ramienia Drzewa Oliwnego (jako bezpartyjny kandydat popierany przez Demokratów Lewicy). W swoim okręgu wyborczym uzyskał więcej głosów niż premier Silvio Berlusconi (tradycyjnie otwierający wszystkie regionalne listy do Europarlamentu). Był m.in. członkiem Grupy Socjalistycznej oraz Komisji Wolności Obywatelskich, Sprawiedliwości i Spraw Wewnętrznych.
Mandat w PE złożył jesienią 2005, wcześniej na mocy orzeczenia sądu został przywrócony do pracy w RAI. Wystąpił w show Rockpolitik, prowadzonym przez Adriana Celentano, w którym wypowiadał się na temat cenzury w mediach. Od 2006 w Rai 2 prowadził program AnnoZero, talk-show, którego uczestnicy z reguły krytykowali Silvia Berlusconiego. W 2010 Michele Santoro zdecydował się na odejście z RAI, otrzymując odprawę w wysokości 7 mln euro, której wysokość wywołała krytykę w środowiskach dziennikarskich i politycznym.